# Pleuromanes acutum
Pleuromanes acutum là một loài thực vật có mạch trong họ Hymenophyllaceae. Loài này được (C. Presl) C. Presl miêu tả khoa học đầu tiên.